# فارفار
فارفار هي قرية في مقاطعة مرند، إيران. عدد سكان هذه القرية هو 723 في سنة 2006.